# Art's Gallery
 (juin 2025).
Motif : Unique source issue d'un blog
- Archive Wikiwix
- Bing
- Cairn
- DuckDuckGo
- E. Universalis
- Gallica
- Google
- G. Books
- G. News
- G. Scholar
- Persée
- Qwant
- (zh) Baidu
- (ru) Yandex
- (wd) trouver des œuvres sur Wikidata

| 1. | Préciser le motif de la pose du bandeau. | Précisez le motif de la pose du bandeau en utilisant la syntaxe suivante : {{admissibilité à vérifier\|date=juillet 2025\|motif=remplacez ce texte par le motif}}                  |
| 2. | Informer les utilisateurs concernés.     | Pensez à avertir le créateur de l'article, par exemple, en insérant le code ci-dessous sur sa page de discussion : {{subst:avertissement admissibilité à vérifier\|Art's Gallery}} |

 (juin 2025).
Art's Gallery est une série de dessins humoristiques créée par l'Américain Art Finley (en). Publiée de 1962 à 1981 dans le San Francisco Chronicle, elle est diffusée dans le reste du pays par Chronicle Features (en) de 1962 à 1977, puis Universal Press Syndicate jusqu'en 1981. 
Chaque gag consiste en une gravure sur bois reprise d'un magazine du XIXe siècle à laquelle Finley a ajouté une légende humoristique et moderne. 
Tous les gags originaux se trouvent dans les archives de l'université de San Francisco.